# American Reinvestment and Recovery Act
American Recovery and Reinvestment Act of 2009 (ARRA), med tilnavnet Recovery Act, var en stimuluspakke, der blev vedtaget af den 111. Amerikanske Kongres og underskrevet og gjort til lov af præsident Barack Obama i februar 2009. Da den var udviklet som reaktion på Finanskrisen 2007-2009, var hovedformålet med denne føderale lov at redde eksisterende job og skabe nye så hurtigt som muligt. Andre mål var at skaffe midlertidige hjælpeprogrammer til dem, der var mest påvirkede af recessionen og investerer i infrastruktur, uddannelse, sundhed og vedvarende energi.
De omtrentlige omkostninger af den økonomiske støttepakke anslås til at være 787 milliarder US$ ved vedtagelsen, hvilket senere blev revideret 831 milliarder US$ mellem 2009 og 2019. ARRAs rationale var baseret på den keynesianske økonomiske teori om at regeringer, under recessioner, skulle opveje faldet i det private pengeforbrug med en stigning i det offentlige forbrug for at redde jobs og stoppe yderligere økonomisk forværring. Politikken omkring stimulansen var meget omstridt, og republikanerne kritiserede stimulansens størrelse. Til højre ansporede det Tea Party-bevægelsen og kan have bidrage til at republikanerne vandt Repræsentanternes hus i Midtvejsvalget i 2010. Ikke en eneste republikaner i Repræsentanternes hus stemte for stimulansen. Kun tre republikanske senatorer stemte for det. De fleste økonomer har argumenteret for at stimulansen var mindre end hvad der var nødvendigt. Undersøgelser af økonomer viser overvældende enighed om, at stimulansen reducerede arbejdsløsheden, og at fordelene ved stimulansen opvejede omkostningerne.